# 普伊格韦尔德列达
普伊格韦尔德列达，是西班牙加泰罗尼亚莱里达省的一个市镇。 总面积12平方公里，总人口1073人（2001年），人口密度89人/平方公里。